# Montigny-le-Chartif
Montigny-le-Chartif é uma comuna francesa na região administrativa do Centro, no departamento Eure-et-Loir. Estende-se por uma área de 25,67 km². Em 2010 a comuna tinha 620 habitantes (densidade: 24,2 hab./km²).